# Diazed-säkring

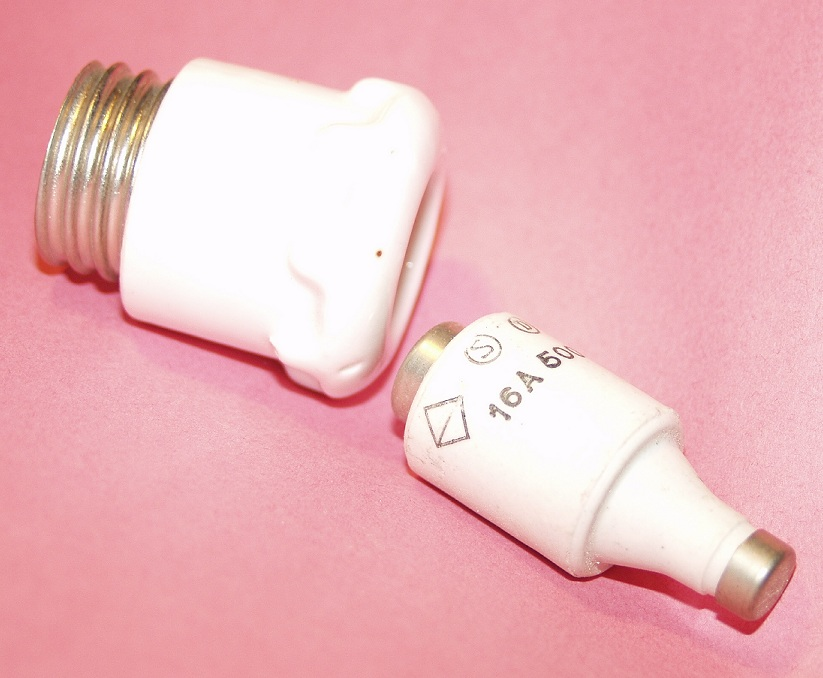
Diazed D II 16 A (grå-färgad smältpärla)

DIAZED-säkring eller gängsäkring är en utbytbar och ej förväxlingsbar säkring, även kallad smältpropp och i dagligt tal enbart propp, som konstruerades av Siemens AG i början av 1900-talet. Den här typen av säkring är vanlig i äldre hus, i nyare hus används dvärgbrytare istället.
Ur säkerhetssynpunkt är det viktigt att säkringar för olika strömstyrkor inte kan förväxlas. Äldst är ett system där säkringarna har olika längd, men detta ökade risken för överslag (ljusbåge) för de kortare säkringarna. Omkring år 1909 lanserade Siemens i stället Diazed-systemet där säkringar för olika strömstyrkor har olika diameter.
Dessutom är säkringen (patronen, proppen) skild från den gängade hylsan och därmed blir proppen enklare och billigare att tillverka och hållaren med sin Edisongänga kan återanvändas.
Systemet blev dominerande i Europa, medan USA fortsatte att använda säkringar av olika längd.
Namnet Diazed är en sammansättning av tre förkortningar.
- Dia = Diameteranpassning, går t.ex. inte att stoppa 16A i 6A bottenhylsa (passkontakt).
- z = Zwei (tyska för två). Två-delad säkring (jämför med de äldre säkring-med-gänga-och-hatt Edison), porslinskropp och hylsa.
- ed = Edison, gängan är Edisongänga.

DIAZED ska läsas som DIametrisch Abgestufter Zweiteiliger EDison-schmelzstöpsel dvs graderad via diameter (yttermått) tvådelad smältsäkring som har Edison-gänga.

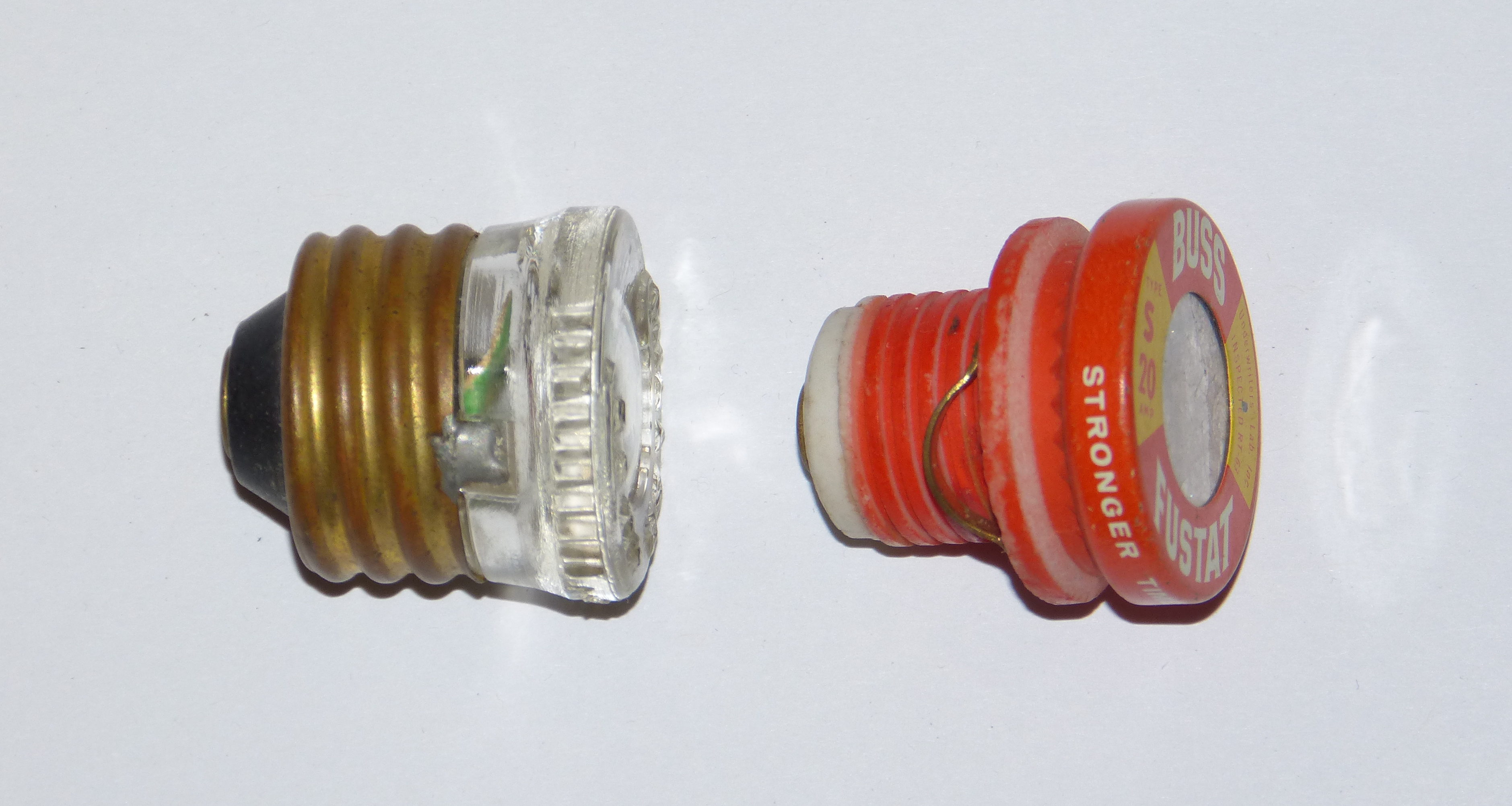
Två äldre integrerade Edison-säkringar

## Uppbyggnad

A = Avsäkrad fasledare, B = Passbit, C = Inkommande fas, D = Sockel, E = Propphuv, F = Smälttråd med pärla, G = Isolerande porslinskropp.

Inkommande trefas kopplas mot fördelningscentralen, som har en vågrät skena för varje fas och, antingen en enkelskena eller två skenor som är byglade, för gemensam neutral/skyddsjord eller två separata skenor varav den kopparfärgade går till skyddsjord och den andra används som neutral (återledning.) På fasskenorna sitter socklarna monterade. Strömmen går ut från botten av sockeln, genom porslinssäkringens sandinbäddade smälttråd till utsidan där signalpärlan (som ska ramla ur om proppen gått) sitter och tillbaka genom propphuvens metallgänga till sockeln, där fasledaren vidare in i fastigheten fästs.
I botten på sockeln stoppas en passdel in, vars inre hål avgör vilken storlek på säkring och därmed strömstyrka som kan användas.
Sanden runt smälttråden bidrar till värmeavledning, och bryter eventuella ljusbågar som uppstått.
Passbitar är färgade enligt samma färgkoder som säkringens smältpärla, utom för mycket gamla passbitar. 
Vilken märkström som är lämplig avgörs av dels det totala effektuttaget (är summan av säkringarna i gruppcentralen mycket större än huvudsäkringarna kommer de senare att lösa ut onödigt ofta), dels balansen i total belastning mellan faserna (totalsumman av ampere i varje vågrät rad bör ligga nära de övriga), dels av de utgående ledarnas kapacitet med hänsyn till ledararea, temperatur och så vidare).
Eftersom säkringen är strömförande så fort den når botten på sockeln ska alltid säkringen först sättas in i propphuven, som sedan skruvas på plats!
En propphuv som är skadad kan vara livsfarlig och skall kasseras. Propphuven skyddar normalt användaren från kontakt med ledaren, men endast om propphuven är intakt.
Denna anger hur fort proppen går vid överlast, en ultrasnabb säkring går direkt och kan användas för att skydda efterliggande elektronik, medan en trög tål en tillfällig strömspik, t.ex. vid start av en större elmotor, men löser ut om den varar längre än några sekunder så att ledningarna skyddas. 
| Märkström 16A                      | 0,2 sekunder      | 1 sekund         | 10 sekunder      |
| ---------------------------------- | ----------------- | ---------------- | ---------------- |
| Flink (snabb) säkring              | 70 A (4.4 x 16A)  | 52 A (3.3 x 16A) | 38 A (2.4 x 16A) |
| gG/gL, samma tillverkare som ovan. | 104 A (6,5 x 16A) | 72 A (4,5 x 16A) | 45 A (2.8 x 16A) |
| gG/gL, annan tillverkare.          | 120 A (7,5 x 16A) | 75 A (4,7 x 16A) | 48A (3,0 x 16A)  |

En asynkronmotor använder normalt 4-8 gånger märkströmmen när den startar för att sedan gå ned till normalnivå, medan transformatorer och halvledaromvandlare (t.ex. mobilladdare) kan ge upphov till startströmmar som är 25 gånger högre innan de övergår till normalförbrukning.
Som synes i tabellen ovan blir skillnaden mellan säkringarna mindre över tid, och är efter några minuter försumbar.

## Gänga
Edisongänga används för Diazed-säkringarnas propphuvar enligt följande:

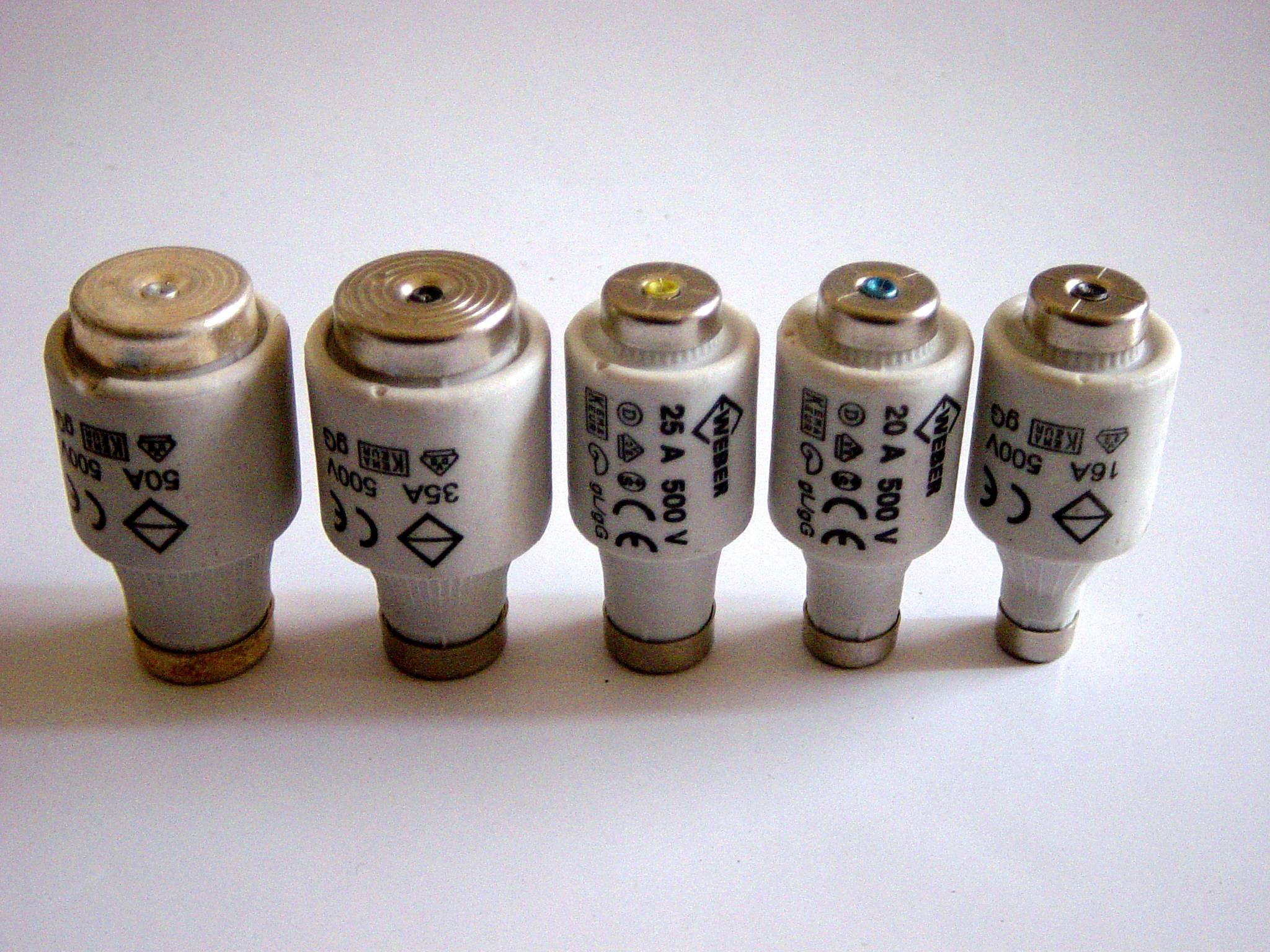
DIII 50 A och 35 A, DII 25 A, 20 A och 16 A

Gänga 1 (DI)
E14, 2-16 ampere.
Gänga 2 (DII)
E27, 2-25 ampere.
Gänga 3 (DIII)
E33, 32-63 ampere.
Gänga 4 (DIV)
E40 eller G 1¼″, 80 och 100 ampere.
Gänga 5 (DV)
E57 eller G 2", 125, 160 och 200 ampere. Utgången standard, men förekommer i befintliga anläggningar.
Edisongänga används även för belysningskällor med gängad sockel t.ex. vanliga glödlampor.
Eftersom propphuvarna har olika storlekar går det inte att använda exempelvis DIII i en central avsedd för DII. De flesta centraler i bostadshus är av typ DII och måste bytas ut för att kunna använda säkringar över 25 Ampere.

## Neozed
1967 togs det fram en ny standard som krymper storleken på proppar och huvar och därmed möjliggör kompaktare centraler. "Dia" byttes ut till "neo", ny. Neozed har även lägre egenförbrukning (värmeförluster p.g.a. motstånd) än vad diazed-säkringarna har, särskilt vid säkringar över 25 A.
Dessa säkringar använder samma färgschema och funktionsprincip som diazed, men är inte utbytbara mot varandra då måtten inte stämmer.
D01, Ø11 mm, längd 36 mm.
E14, 2-16 ampere.
D02, Ø15 mm, längd 36 mm.
E18, 20-63 ampere.
D03, Ø22 mm, längd 43 mm.
M30x2, 80-100 ampere.